# Museu da Laranja
O Museu da Laranja é um museu localizado na cidade de Burriana, Espanha. Ele fica localizado na província de Castellon, na Comunidade de Valencia, uma região de amplo cultivo da laranja.
O acervo do museu abrange agricultura, comércio, transporte e publicidade da laranja e seus derivados.  Nesse sentido, ele conta com ferramentas e utensílios que foram usados para o cultivo da laranja ao longo dos anos, além de exemplares de veículos que faziam seu transporte. Também conta com maquetes de armazéns e barcos que levavam o produto para outros países da Europa.  Há ainda painéis (fotografias) que retratam o histórico da agricultura da fruta cítrica desde o final do século XVIII até a atualidade. Nas dependências do museu, existe também uma biblioteca especializada com mais de 6.000 exemplares e documentos sobre o tema.
Ao todo, o Museu da Laranja conta com seis salas, das quais uma é dedicada a contar a história do produto, e outra que apresenta as pragas que afetam as plantações da fruta desde os tempos passados até atualmente. Já as demais salas mostram a evolução dos primeiros armazéns, que datam do século XIX, ao longo do tempo. 

## História da laranja
A laranja chegou à Espanha primeiramente na cidade de Córdoba e Sevilla, uma província. Os frutos vieram do Egito, e no início, foram usados como adornos. A laranjeira era uma árvore ornamental. Os habitantes de alguns califados começaram a introduzir o cultivo da laranja ainda no século VI. Nesse período a laranja era usada apenas como condimento, ou então para limpeza e preparação de tripas de porco. Entretanto, a laranja doce que conhecemos só chega à Espanha durante os séculos XV e XVI. Especula-se que o aparecimento do fruto doce em Espanha nesta época se possa dever a Vasco da Gama, que as teria trazido da Índia, ou por via de rotas diretas com o Médio Oriente.